# Summa

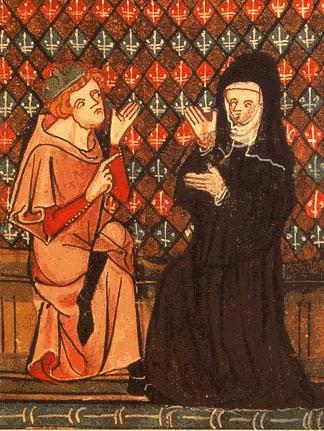
Abelardo (a esquerda), um dos primeiros a utilizar o termo summa.

A suma (do latim: summa) é um gênero literário didático medieval escrito em latim que nasceu ao final do século XII e se desenvolveu no século XIII e posteriores. Começou a ser utilizado a partir do século XII, para designar um breve tratado sistemático de um determinado conjunto de conhecimentos. Abelardo anotou no prefácio de sua Introdução a Teologia: "Escrevi uma summa da sagrada erudição, como introdução a divina escritura." Comumente, as summas tomam seu título da matéria tratada (Summa de vitiis et virtutibus, Summa de articulis fidei, Summa sermonorum, Summa gramaticalis, Summa logicalis, etc.). A partir do séc XIII, aproximadamente, o termo começou a ser preferido ao invés de Sententiæ no título das exposições sistemáticas da teologia. A obra de Pedro de Cápua (escrita em 1200) leva já nos manuscritos o título Summa. Nas grandes obras sistemáticas do séc XIII se usa quase que exclusivamente o termo Summa. O termo foi usado no século XII para designar uma coleção de sentenças. Exemplo disso é a Summa sententiarum atribuída a Hugo de São Vitor.

## Características
Trata-se dum tipo de enciclopédia que desenvolvia uma matéria ou disciplina (Direito, Teologia e Filosofia sobre tudo) duma forma mais particular que o tractatus (tratado), ja que dividiam-se em quaestiones (questões) e istas assim mesmo em artigos. Os artigos, além disso, possuíam a seguinte estrutura:
- 1. Título do artigo em forma interrogativa e presentando dois posturas contrapostas (disputatio).
- 2. Objeções ou argumentos en contra duma das alternativas, em geral a que defende o autor.
- 3. Argumentos a favor desta alternativa, fundados na autoridade das Sagradas Escrituras, dos Santos Padres em segundo lugar, etcétera.
- 4. Solução, que inclui um conjunto de argumentos que combinam fe e razão e expressam o pensamento do autor.
- 5. A sententia ou resposta à pergunta, que consiste na refutação das objeções iniciais contrárias á solução do autor.[5][6]

## AsSummaeno âmbito do Direito
No âmbito do direito, a summa é um gênero literário pragmático e didático desenvolvido a partir da metodologia da glossa, que evolucionou dividindo-se em dois gêneros literários autónomos:
- A summa, que derivava da glossa de similia.
- A questio legitima, que derivava da glossa de contraria.

A summa nasceu nas escolas menores do direito que pretendiam formar os seus estudantes com sínteses útiles e cômodas dos códigos de Justiniano; para cumplir este fim nasceu o costume de compilar exposições sistemáticas, simples e rápidas de obras enteiras, que foi a origem do  gênero literário da summa no âmbito jurídico.
A summa se desenvolviu especialmente nas escolas de direito civil da França provençal onde teve especial aplicação ás Institutiones de Justiniano.

## Algumas sumas jurídicas
- Summa Codicis, obra de Azo de Bolonha.
- Summa Codicis escrita em língua occitana e conhecida vulgarmente como Lo Codi, traduzida ao latim por Riccardo Pisano.

## AsSummaeno âmbito da teologia e da filosofia
O ensino da Teologia e da Filosofia na Idade Média tinha dois maneiras: A lectio e a disputatio:
- A lectio (lição), muito parecida a uma classe atual, consistia en que o professor comentava as sentenças e ditos de autores famosos e reconhecidos como, por exemplo, as obras de Aristóteles ou de Boecio ou as Sentenças de Pedro Lombardo.
- A disputatio (disputa), mais informal que a lectio, era um verdadeiro diálogo entre maestros e discípulos, onde se esgrimiam argumentos em pro e em contra duma tese qualquer.

Destos dos métodos escolares surgiram as suas respectivas formas literárias:
- Da lectio nasceram os Commentaria (comentários); e destes saíram as Summae (sumas), mais libres, autónomas e sistemáticas que os Commentaria.
- Da disputatio procediram as Quaestiones disputatae (questiões disputadas), que recolhem o material das disputas que tinham lugar cada dois semanas, e os Quodlibeta (questiões aleatórias), que recolhiam as disputas que tinham lugar em Natal e em Semana Santa. Esta metodologia das disputationes serviu de modelo têcnico ás famosas Summae medievais.[7]

## Algumas sumas teológicas
Existem mais ou menos umas sessenta sumas. Destacamos as seguintes:
- Simão de Tournai, Summa ou Institutione in sacram paginam, 1165.
- Prepositino de Cremona, Summa de officiis e Summa de poenitentia.
- Guillermo de Auxerre, Summa Aurea, 1220.
- São Tomás de Aquino, Summa Theologiae, 1274.
- São Tomás de Aquino, Summa contra Gentiles.
- Alexandre de Hales, Summa Theologiae, s. XIII.
- Gerardo de Bolonha, Summa Theologiae, 1317.
- Francesc Eiximenis, Summa Theologica (fragmentos). S. XIV.